# Stazione di Sant’Eurosia
Stazione di Sant'Eurosia vasútállomás Olaszországban, Velletri településen.

## Vasútvonalak
Az állomást az alábbi vasútvonalak érintik:
- Róma–Velletri-vasútvonal

## Kapcsolódó állomások
A vasútállomáshoz az alábbi állomások vannak a legközelebb:
- Stazione di Velletri (Stazione di Velletri, FL4)
- Stazione di San Gennaro (Stazione di Roma Termini, FL4)